# Брел (Оаза)
Брел (фр. Bresles) насеље је и општина у североисточној Француској у региону Пикардија, у департману Оаза која припада префектури Бове.
По подацима из 2011. године у општини је живело 4.322 становника, а густина насељености је износила 205,91 становника/km². Општина се простире на површини од 20,99 km². Налази се на средњој надморској висини од 63 метара (максималној 107 m, а минималној 47 m).

## Демографија
| 1962. | 1968. | 1975. | 1982. | 1990. | 1999. | 2011. |
| ----- | ----- | ----- | ----- | ----- | ----- | ----- |
| 2.695 | 2.975 | 3.195 | 3.180 | 3.653 | 3.749 | 4.322 |

График промене броја становника у току последњих година